# Marcelo dos Santos Ferreira
Marcelo dos Santos Ferreira (São Carlos, São Paulo, Brasil, 27 de julio de 1989), conocido como Marcelo, es un futbolista brasileño. Juega de defensa y su equipo es el Moreirense F. C. de la Primeira Liga.

## Trayectoria
Comenzó su carrera en el amateur Rio Preto Esporte Clube. 
Se fue a Portugal en 2010 y fichó por el G. D. Ribeirão de la tercera división y para la temporada 2011-12 lo fichó el Rio Ave F. C. de la Primeira Liga, club que lo envió a préstamo al Leixões S. C.
Marcelo debutó en la primera división de Portugal el 18 de agosto de 2012, en la derrota por 1-0 en casa ante el C. S. Marítimo. Al término de la temporada, donde jugó 28 encuentros y su equipo quedó en el sexto lugar de la clasificación, se le otorgó el premio del club al jugador del año.
El 23 de mayo de 2018 Marcelo fichó por el Sporting Clube de Portugal como agente libre por tres años.
Tras solo jugar un encuentro en la Copa de Portugal y otro en la Copa de la Liga de Portugal con el Sporting, el 27 de diciembre de 2018 fue transferido al Chicago Fire de la MLS en un fichaje reportado de 500 000 €. El 14 de enero de 2020 abandonó el club tras llegar a un acuerdo para la rescisión de su contrato. Dos días después, se hizo oficial su vuelta al fútbol portugués tras firmar con el FC Paços de Ferreira.
El 30 de junio de 2021 fichó por el Al-Tai saudí. Al año siguiente se fue a los Emiratos Árabes Unidos para jugar en el Dibba Al Fujairah Club.

## Clubes
| Club                     | País                   | Año       |
| ------------------------ | ---------------------- | --------- |
| Rio Preto E. C.          | Brasil                 | 2010      |
| G. D. Ribeirão           | Portugal               | 2010-2011 |
| Rio Ave F. C.            | Portugal               | 2011-2018 |
| Leixões S. C. (préstamo) | Portugal               | 2011-2012 |
| Sporting C. P.           | Portugal               | 2018      |
| Chicago Fire             | Estados Unidos         | 2019-2020 |
| F. C. Paços de Ferreira  | Portugal               | 2020-2021 |
| Al-Tai                   | Arabia Saudita         | 2021-2022 |
| Dibba Al Fujairah Club   | Emiratos Árabes Unidos | 2022-2023 |
| Moreirense F. C.         | Portugal               | 2023-     |